# Carnedd y Filiast
Carnedd y Filiast är ett berg i Storbritannien.   Det ligger i kommunen Gwynedd och riksdelen Wales, i den södra delen av landet, 290 km nordväst om huvudstaden London. Toppen på Carnedd y Filiast är 669 meter över havet, eller 315 meter över den omgivande terrängen. Bredden vid basen är 8,7 km.
Terrängen runt Carnedd y Filiast är huvudsakligen lite kuperad.Runt Carnedd y Filiast är det ganska glesbefolkat, med 45 invånare per kvadratkilometer. Närmaste större samhälle är Blaenau-Ffestiniog, 18,1 km väster om Carnedd y Filiast. Trakten runt Carnedd y Filiast består i huvudsak av gräsmarker.